# Irish Open 1989
Die Irish Open 1989 im Badminton fanden Mitte Februar 1989 in Lisburn statt. Die Finalspiele wurden am 19. Februar 1989 ausgetragen. 

## Sieger und Platzierte
| Disziplin    | Gold                             | Silber                            | Bronze                           |
| ------------ | -------------------------------- | --------------------------------- | -------------------------------- |
| Herreneinzel | Anthony Gallagher                | Chris Rees                        | Miles Johnson                    |
| Herreneinzel | Anthony Gallagher                | Chris Rees                        | Mike Adams                       |
| Dameneinzel  | Suzanne Louis-Lane               | Anne Gibson                       | Bożena Bąk                       |
| Dameneinzel  | Suzanne Louis-Lane               | Anne Gibson                       | Sarah Hore                       |
| Herrendoppel | Kenny Middlemiss Dan Travers     | Anthony Gallagher Russell Hogg    | Graham Henderson George Stephens |
| Herrendoppel | Kenny Middlemiss Dan Travers     | Anthony Gallagher Russell Hogg    | Chris Rees Andrew Spencer        |
| Damendoppel  | Elinor Allen Jennifer Allen      | Julie Bradbury Suzanne Louis-Lane | Bożena Bąk Bożena Haracz         |
| Damendoppel  | Elinor Allen Jennifer Allen      | Julie Bradbury Suzanne Louis-Lane | Sonja Mellink Esther Villanueva  |
| Mixed        | Miles Johnson Suzanne Louis-Lane | Rob Stalenhoef Esther Villanueva  | Kenny Middlemiss Elinor Allen    |
| Mixed        | Miles Johnson Suzanne Louis-Lane | Rob Stalenhoef Esther Villanueva  | Dan Travers Jennifer Allen       |

## Finalergebnisse
| Disziplin    | Sieger                           | Finalist                          | Ergebnis          |
| ------------ | -------------------------------- | --------------------------------- | ----------------- |
| Herreneinzel | Anthony Gallagher                | Chris Rees                        | 18–16, 15–7       |
| Dameneinzel  | Suzanne Louis-Lane               | Anne Gibson                       | 11–8, 11–0        |
| Herrendoppel | Kenny Middlemiss Dan Travers     | Anthony Gallagher Russell Hogg    | 15–6, 15–6        |
| Damendoppel  | Elinor Allen Jennifer Allen      | Julie Bradbury Suzanne Louis-Lane | 15–7, 15–9        |
| Mixed        | Miles Johnson Suzanne Louis-Lane | Rob Stalenhoef Esther Villanueva  | 15–10, 9–15, 15–8 |